# 4537 Valgrirasp
4537 Valgrirasp (1987 RR3) là một tiểu hành tinh vành đai chính được phát hiện ngày 2 tháng 9 năm 1987 bởi L. I. Chernykh ở Nauchnyj.